# Chile en la clasificación de Conmebol para la Copa Mundial de Fútbol de 1990
La Selección de fútbol de Chile fue uno de los diez equipos nacionales que participaron en la Clasificación de Conmebol para la Copa Mundial de Fútbol de 1990, en la que se definieron los representantes de Conmebol para la Copa Mundial de Fútbol de 1990 que se realizó en Italia.

## Sistema de juego
Para la Copa Mundial de Fútbol de 1990 de Italia, la Conmebol dispuso de 3½ plazas de un total de 24, incluyendo a Argentina —ya clasificada por ser la campeona del Mundial de 1986—. Las nueve selecciones de la región formaron tres grupos para disputar los 2,5 cupos restantes. Los ganadores de los grupos 1 y 3 clasificaron directamente al Mundial, mientras que el ganador del grupo 2 (que obtuvo en la tabla general el menor puntaje de los primeros de cada grupo) jugó un repechaje con el ganador de la eliminatoria de Oceanía por otra plaza en el Mundial.

## Historia y preparación

### Preparación
Chile participó en la Copa América 1987, que se realizó en Argentina durante el 27 de junio y el 12 de julio. Chile fue ubicado en el grupo B frente a Brasil y Venezuela. Chile debutó ante Venezuela, el 30 de junio en Córdoba donde ganó por 3-1 con goles de Juan Carlos Letelier, Jorge Contreras y Sergio Salgado y el descuento venezolano fue parte de Pedro Acosta de penal. Luego el 3 de julio en Córdoba se enfrentó a Brasil quien era favorita para ganar el torneo, ya por destacadas actuaciones de sus mejores jugadores (Careca y Romário) y por salir subcampeón en la edición anterior, pero Chile dio la sorpresa al golear 4-0 con un doblete de Ivo Basay y otro doblete de Juan Carlos Letelier. También éste resultado fue el tercer peor resultado en la historia de la selección brasileña, tras un 0-6 ante Uruguay en el Campeonato Sudamericano 1927 y un 1-7 ante Alemania en la Copa Mundial de Fútbol de 2014. Chile terminaría clasificando a semifinales al ser puntero de grupo.
Después Chile se enfrentaría a Colombia nuevamente en Córdoba, el 8 de julio, donde al empatar 0-0 en los 90 minutos, en la prórroga comenzó perdiendo con gol de Bernardo Redín en el minuto 103, y luego remontó 5 minutos después con goles de Fernando Astengo en el minuto 106 y de Jaime Vera en el minuto 108, pasando a la final.
En la final en Buenos Aires el 12 de julio, Chile se enfrentaría a Uruguay, quien por ser campeón de la edición anterior, clasificó directo a semifinales donde derrotó al local Argentina por 1-0. En el minuto 14, fue expulsado el jugador chileno Eduardo Gómez por una barrida brutal. Luego fue expulsado el uruguayo Enzo Francescoli, siendo el mejor jugador uruguayo en esos tiempos. Pero a pesar de andar igualados, en el minuto 56 tras un córner, el portero Roberto Rojas cometió un error, y provocó el gol uruguayo de Pablo Bengoechea. Luego en el minuto 88 fueron expulsados el chileno Fernando Astengo y el uruguayo José Perdomo. Luego terminó el partido y Uruguay terminó saliendo campeón de América, pero Chile daría una gran cara en el torneo, dando esperanzas a las clasificatorias. Pero luego en la Copa América 1989 quedó fuera al caer 0-1 ante Argentina y 0-3 ante Uruguay, pero a pesar de haber ganado después 5-0 a Bolivia y 2-1 a Ecuador, fue superado por diferencia de goles por Uruguay.

### Historia
Para la Copa Mundial de Fútbol de 1990 en Italia, la Confederación Sudamericana de Fútbol (Conmebol) dispuso de 3,5 plazas de un total de 24, incluyendo a la selección de Argentina —ya clasificada por ser la campeona del Mundial de 1986—. Las nueve selecciones de la región formaron tres grupos para disputar los 2,5 cupos restantes. Los ganadores de los grupos 1 y 3 clasificaban directamente al Mundial, mientras que el ganador del grupo 2 jugaría un repechaje con el ganador de la eliminatoria de Oceanía por otra plaza en el Mundial.
Así, las selecciones de fútbol de Brasil, Chile y Venezuela integraron el Grupo 3 de las clasificatorias de la Conmebol. En julio de 1989, la selección chilena comenzó su proceso de clasificación con miras al Mundial de 1990. Para dicho objetivo, el entrenador Orlando Aravena había asumido la dirección técnica de la selección chilena en 1983 hasta 1987, y luego en 1988.
Chile logró vencer en Caracas a Venezuela por 1-3, empatar en Santiago con Brasil 1-1 y ganar en Mendoza (Argentina) a Venezuela por 5-0 en el partido que le correspondía como local —tal partido fue trasladado por la FIFA a una cancha neutral, castigando a Chile por el comportamiento de su hinchada en el empate frente a Brasil—.
Aun así, Chile quedaba junto a Brasil a la cabeza de la clasificación con 5 puntos, aunque la diferencia de goles permitía que el equipo brasileño clasificara, obligando a la selección de Chile a ganar el partido de vuelta, mientras que a Brasil le bastaba un empate para clasificar.

## El hecho
El 3 de septiembre de 1989, se enfrentaron las selecciones de fútbol de Brasil y Chile en el Estadio Maracaná, en el partido definitorio para la clasificación al Campeonato Mundial de 1990. Tras un primer tiempo empatado sin goles, el brasileño Careca anotó un gol a los 4 minutos del segundo tiempo, resultado que causaba la eliminación del cuadro chileno, urgido de un triunfo para acceder al Mundial de Italia. En el minuto 67 del partido, el arquero chileno Roberto Rojas cayó al campo, simulando ser herido por una bengala lanzada desde las tribunas de aficionados brasileños. De inmediato, los jugadores chilenos, liderados por el subcapitán Fernando Astengo, decidieron abandonar la cancha argumentando falta de garantías para seguir con el juego, sin que el árbitro argentino Juan Carlos Loustau pudiera convencerlos de continuar el partido.
Los jugadores y cuerpo técnico chilenos, permanecieron en los vestidores cerca de tres horas, para dar a conocer a los comisionados de la FIFA los hechos que ocurrieron en la cancha.
Al día siguiente la FIFA y la CONMEBOL comenzaron la investigación del incidente; las imágenes de televisión y varias fotografías mostraron que efectivamente de la tribuna de hinchas brasileños partía una bengala hacia la zona donde se hallaba el guardameta chileno Roberto Rojas, pero que dicha bengala no caía sobre el jugador presuntamente afectado, sino a poco más de un metro de distancia. Ante la evidencia, los directivos de la Conmebol consideraron inaceptable la versión de Rojas sobre un «ataque» efectuado por hinchas brasileños, cuestionando el verdadero origen de la gran herida que Rojas lucía en su cabeza. Tal herida no mostraba signos de una quemadura ni rastros de pólvora, como cabía esperar si fuera causada por una «bengala», sino indicios de ser generada por un objeto cortante. No obstante, la policía brasileña logró identificar y arrestar a quien lanzó dicha bengala al campo de juego: una aficionada de 24 años llamada Rosenery Mello do Nascimento, quien alcanzó breve fama como la Fogueteira do Maracanã, quien posó para la revista Playboy años después, y murió en 2011.
Al aumentar las pesquisas sobre la verdad de los hechos parecía evidente para las autoridades de la Confederación Sudamericana de Fútbol que la herida del guardameta chileno no había sido causada por algún objeto lanzado desde las tribunas. Ante la presión, Rojas confesó haber cortado su propio rostro con una cuchilla de afeitar oculta en su guante para simular un ataque de los hinchas brasileños; semejante acto respondía a un plan orientado a conseguir la programación de un nuevo partido definitorio en cancha neutral. En paralelo, se pudo conocer que el entrenador chileno Orlando Aravena pidió a Rojas y al médico Daniel Rodríguez quedarse en el terreno para forzar un escándalo con el cual anular el partido y obligar a la repetición del mismo en cancha neutral, inhabilitar al estadio Maracaná o hasta descalificar a Brasil de la eliminatoria para así otorgar a Chile el cupo al Mundial.
Descubierta la verdad de aquel incidente, el día 8 de diciembre de 1989, la FIFA resolvió que el guardameta Roberto Rojas fuera marginado «a perpetuidad» de las canchas de fútbol profesional —en 2001 recibió una amnistía— y que el equipo de Chile fuese excluido de jugar las Eliminatorias a la Copa Mundial de Fútbol de 1994 por infringir severamente los reglamentos, además de considerar al partido como ganado por Brasil para efectos oficiales. Además, fueron sancionados por la FIFA Sergio Stoppel, entonces presidente de la FFCh; Orlando Aravena, entrenador; Fernando Astengo, defensa, subcapitán del equipo; y Daniel Rodríguez, médico, entre otros.
Durante los días siguientes, se produjeron serios incidentes en el frontis de la embajada brasileña debido a la propaganda emitida por los medios, que inmediatamente se hicieron eco de la versión aportada por Rojas y Sergio Stoppel. Un baloncestista estadounidense fue víctima de la furia popular cuando pasaba por el barrio de la embajada, pues fue agredido al haber sido confundido con un brasileño.
Años después de este suceso, Roberto Rojas declaró:

Me corté con una gillette y la farsa se descubrió. Fue un corte a mi dignidad. Tuve problemas en mi casa con mi mujer, mis compañeros me dieron la espalda..., pero si yo hubiera sido argentino, uruguayo o brasileño no estaría suspendido, pero como soy chileno no me dieron la posibilidad de reivindicarme.

## Tabla final de posiciones
| Selección | Pts. | PJ | PG | PE | PP | GF | GC | Dif. |
| --------- | ---- | -- | -- | -- | -- | -- | -- | ---- |
| Brasil    | 7    | 4  | 3  | 1  | 0  | 13 | 1  | 12   |
| Uruguay   | 6    | 4  | 3  | 0  | 1  | 7  | 2  | 5    |
| Bolivia   | 6    | 4  | 3  | 0  | 1  | 6  | 5  | 1    |
| Chile     | 5    | 4  | 2  | 1  | 1  | 9  | 4  | 5    |
| Colombia  | 5    | 4  | 2  | 1  | 1  | 5  | 3  | 2    |
| Paraguay  | 4    | 4  | 2  | 0  | 2  | 6  | 7  | –1   |
| Ecuador   | 3    | 4  | 1  | 1  | 2  | 4  | 5  | –1   |
| Perú      | 0    | 4  | 0  | 0  | 4  | 2  | 8  | –6   |
| Venezuela | 0    | 4  | 0  | 0  | 4  | 1  | 18 | –17  |

## Partidos

### Grupo 3
| Selección | Pts. | PJ | PG | PE | PP | GF | GC | Dif |
| --------- | ---- | -- | -- | -- | -- | -- | -- | --- |
| Brasil    | 7    | 4  | 3  | 1  | 0  | 13 | 1  | +12 |
| Chile     | 5    | 4  | 2  | 1  | 1  | 9  | 4  | +5  |
| Venezuela | 0    | 4  | 0  | 0  | 4  | 1  | 18 | –17 |

#### Partidos

##### Primera Rueda
| 6 de agosto de 1989 | Venezuela     | 1:3 (0:2) | Chile                          | Estadio Brígido Iriarte, Caracas |                              |
|                     | Fernández 66' |           | 6', 33' Aravena · 71' Zamorano | Árbitro(s): Carlos Montalván     | Árbitro(s): Carlos Montalván |

| 13 de agosto de 1989 | Chile     | 1:1 (0:0) | Brasil              | Estadio Nacional, Santiago                                     |                                                                |
|                      | Basay 83' |           | 56' (a.g.) González | Asistencia: 60.976 espectadores Árbitro(s): Jesús Díaz Palacio | Asistencia: 60.976 espectadores Árbitro(s): Jesús Díaz Palacio |

##### Segunda Rueda
| 27 de agosto de 1989 | Chile                                         | 5:0 (3:0) | Venezuela | Estadio Malvinas Argentinas, Mendoza |                          |
|                      | Letelier 15', 30', 71' · Yáñez 43' · Vera 84' |           |           | Árbitro(s): Elías Jácome             | Árbitro(s): Elías Jácome |

| 3 de septiembre de 1989                                                                              | Brasil     | 2:0 (0:0) | Chile | Estadio Maracaná, Río de Janeiro                                 |                                                                  |
| | Careca 49' |           |       | Asistencia: 141.072 espectadores Árbitro(s): Juan Carlos Loustau | Asistencia: 141.072 espectadores Árbitro(s): Juan Carlos Loustau |
| Chile se retiró del campo de juego a los 73 minutos. Brasil fue declarado ganador del partido (2-0). |            |           |       |                                                                  |                                                                  |

## Goleadores

### Goleadores
El goleador de la selección chilena durante las clasificatorias fue Juan Carlos Letelier con 3 anotaciones.
| Jugador              | Club                | Goles |
| -------------------- | ------------------- | ----- |
| Juan Carlos Letelier | Deportes La Serena  | 3     |
| Jorge Aravena        | Puebla FC           | 2     |
| Iván Zamorano        | FC Saint Gallen     | 1     |
| Jaime Vera           | OFI Creta           | 1     |
| Ivo Basay            | Stade de Reims      | 1     |
| Patricio Yáñez       | Real Betis Balompié | 1     |